# Samir Amari
Samir Amari (Tegelen, 19 januari 1980) is een voormalig Nederlands profvoetballer die tussen 1997 en 2001 uitkwam voor VVV en Fortuna Sittard.
Amari doorliep de jeugdopleiding van VVV en maakte er 27 september 1997 op 17-jarige leeftijd zijn competitiedebuut tijdens een met 2-0 verloren uitwedstrijd bij Emmen als invaller voor Milco Pieren. In zijn tweede profjaar deed toenmalig VVV-trainer Hennie Spijkerman regelmatig een beroep op de talentvolle aanvaller. Ondanks een doorlopend contract liet de Venlose eerstedivionist hem in 1999 vertrekken naar eredivisionist Fortuna Sittard. Zijn optreden bleef er echter beperkt tot één invalbeurt, in een met 3-0 verloren uitwedstrijd bij Roda JC.
Na twee jaar in Sittard keerde Amari op amateurbasis terug naar VVV. Toen hij ook daar geen speeltijd kreeg, besloot hij een punt te zetten achter zijn profloopbaan.

## Statistieken
| Seizoen         | Club            | Competitie      | Competitie | Competitie | Beker | Beker | Overige | Overige | Totaal | Totaal |
| Seizoen         | Club            | Competitie      | Wed.       | Dlp.       | Wed.  | Dlp.  | Wed.    | Dlp.    | Wed.   | Dlp.   |
| --------------- | --------------- | --------------- | ---------- | ---------- | ----- | ----- | ------- | ------- | ------ | ------ |
| 1997/98         | VVV             | Eerste divisie  | 1          | 0          | 0     | 0     | —       | —       | 1      | 0      |
| 1998/99         | VVV             | Eerste divisie  | 21         | 5          | 4     | 0     | —       | —       | 25     | 5      |
| 1999/00         | Fortuna Sittard | Eredivisie      | 1          | 0          | 0     | 0     | —       | —       | 1      | 0      |
| 2000/01         | Fortuna Sittard | Eredivisie      | 0          | 0          | 0     | 0     | 0       | 0       | 0      | 0      |
| 2001/02         | VVV             | Eerste divisie  | 0          | 0          | 0     | 0     | —       | —       | 0      | 0      |
| Carrière totaal | Carrière totaal | Carrière totaal | 23         | 5          | 4     | 0     | 0       | 0       | 27     | 5      |